# Авдийский, Владимир Иванович
Владимир Иванович Авдийский (род. 30 ноября 1945, д. Горшково, Мордвесский район (ныне Венёвский район), Тульская область, РСФСР, СССР) — советский и российский деятель органов внутренних дел, российский государственный деятель. Первый заместитель директора Федеральной службы налоговой полиции России с 12 октября 1999 по 19 мая 2001.
Доктор юридических наук (2002), профессор. Генерал-лейтенант налоговой полиции.

## Биография
Родился 30 ноября 1945 года в селе Горшково Мордвесского района Тульской области (в 1963 году район был упразднён, его территория вошла в состав Венёвского района).
После окончания школы служил в Советской Армии. Затем окончил с отличием Горьковскую школу милиции МВД СССР (ныне Нижегородская академия МВД России) в 1972 году, Всесоюзный юридический заочный институт (ныне Московский государственный юридический университет) в 1977 году и Академию МВД СССР по специальности «Организация управления в сфере правопорядка» в 1980 году.
В 1972-1973 годах работал инспектором ОБХСС Владимирского ГОВД. В 1973 году был переведен в УВД Владимирской области, где служил инспектором, старшим инспектором, старшим инспектором по особо важным делам, заместителем начальника ОБХСС. С 1984 года служил в Главном управлении БХСС МВД СССР оперуполномоченным и руководителем отдела. В 1991-1992 годах — заместитель начальника Управления ЦББЭП Системы оперативной радиосвязи МВД СССР.
В 1992 году Владимир Авдийский был прикомандирован к Государственной налоговой службе Российской Федерации. Принимал участие в определении основных функций и нормативной базы созданного при Госналогслужбе России Главного управления налоговых расследований, позднее — департамента налоговой полиции России. Участвовал в разработке закона "О федеральных органах налоговой полиции", а также ряда статей Уголовного кодекса РСФСР (ответственность за налоговые преступления).
В 1992—1993 годах – заместитель начальника оперативного управления, в 1993—1995 годах – начальник контрольно-ревизионного управления департамента налоговой полиции. В 1995 году он возглавил Управление налоговых проверок Федеральная служба налоговой полиции РФ (ФСНП РФ). С октября 1999 по май 2001 года занимал должность первого заместителя директора ФСНП РФ.
Выйдя в отставку, Владимир Иванович Авдийский перешёл на работу в высшую школу — заведовал кафедрой в Финансовой академии при Правительстве РФ, а с 2013 года организовал и возглавил первый в стране факультет по риск-менеджменту. В настоящее время является деканом факультета анализа рисков и экономической безопасности имени профессора В.К. Сенчагова Финансового университета при Правительстве РФ.
Автор ряда работ. В 2002 году защитил докторскую диссертацию на тему «Механизм легитимации государственной власти: Историко-теоретическое исследование».

## Награды
- Орден Дружбы (28 февраля 2019) — за большой вклад в развитие науки, образования, подготовку высококвалифицированных специалистов и многолетнюю добросовестную работу[4].
- Награждён медалями «За безупречную службу в МВД» трёх степеней, «Ветеран труда» и другими.[1]
- Имеет нагрудные знаки «Почетный сотрудник налоговой полиции» и «Отличник милиции»
- Заслуженный юрист Российской Федерации, Заслуженный работник МВД, Почетный сотрудник ФСНП РФ.
- Удостоен почетного статуса «Ординарный профессор Финансового университета».[1]